# エリザベス・クライスト・トランプ
エリザベス・クライスト・トランプ（英語: Elizabeth Christ Trump、1880年10月10日 - 1966年6月6日）は、ドイツ出身のアメリカの実業家、第45代および第47代アメリカ合衆国大統領のドナルド・トランプの父方の祖母である。彼女は1902年にフレデリック・トランプと結婚した。夫妻にはフレッド、ジョン、エリザベス（後のウォルター夫人）の3人の子供がいた。夫のフレデリックは1918年に亡くなり、37歳で未亡人となったエリザベスは一家の資産を管理することが求められた。彼女はドナルド・トランプの父である息子のフレッドと共同で不動産開発業者のエリザベス・トランプ・アンド・サンを設立した。

## 生い立ち
エリザベス・トランプ、出生名エリザベス・クライスト（ドイツ語: Elisabeth Christ、ドイツ語発音: [eˈliːzabɛt kʁɪst]）は、フィリップ・クライストとその妻のアンナ・マリア・クライスト（旧姓: アントン）の娘としてバイエルン王国カルシュタットで生まれた。父のフィリップはその父を通じてヘッセン州フレールスハイム・アム・マインのヨハネス・クライスト（1626年 - 1688年または1689年）の子孫であり、母のサビーナを通じてオルガン製造者のヨハン・ミヒャエル・ハルトゥング（1708年 - 1763年）の子孫であった。
一家は小さな葡萄園を所有していたが、そこからの収入は一家が生活するには不十分であり、フィリップ・クライストは古い用具の修理や研磨、鍋類を販売する鋳掛屋として働いた。彼はカルシュタットのフラインスハイマー通りにある自宅で仕事をしていたが、真向かいには高齢の未亡人のカタリーナ・トランプとフレデリックを含む6人のその子どもたちが住んでいた。

## 結婚と家族

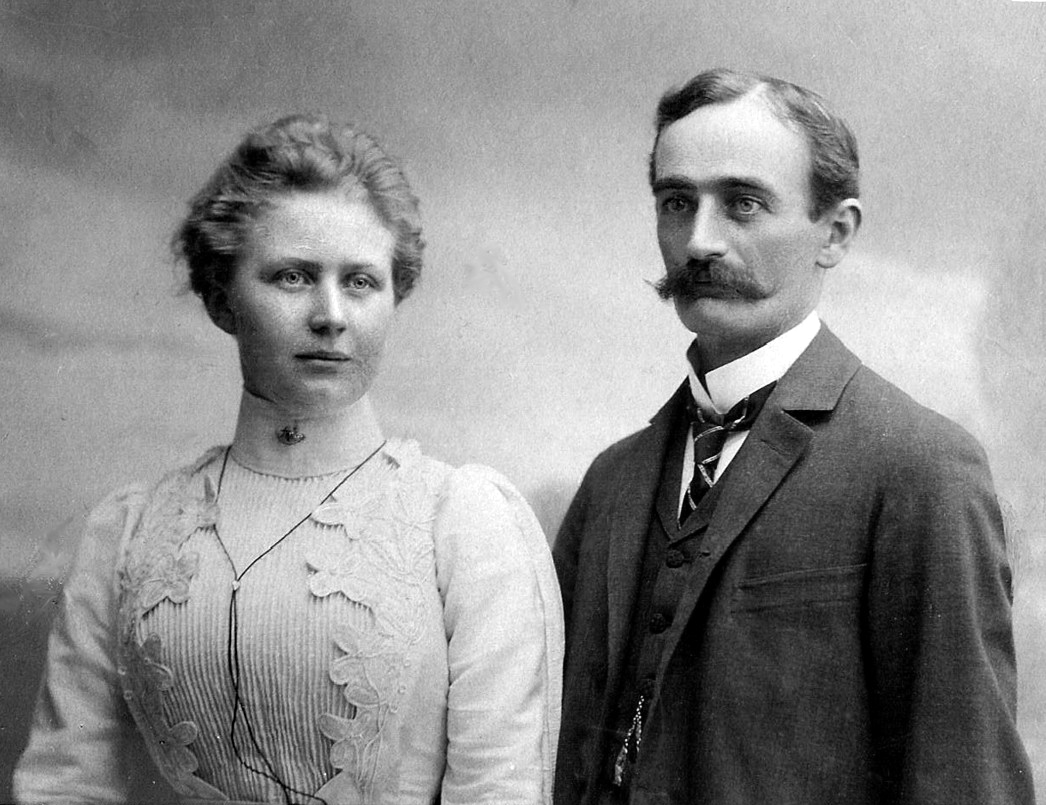
1902年のエリザベス・クライスト・トランプとフレデリック・トランプ

カタリーナ・トランプの息子のフレデリック・トランプは16歳のときの1885年にアメリカに移住し、ゴールドラッシュで沸くクロンダイクで飲食店と売春宿を経営して財を成した。フレデリックは1901年にドイツに帰国し、裕福になった息子はエリザベスよりも裕福でより上品な家の娘を見つけることができるし、そうすべきと感じていた母の反対を押し切ってエリザベスに求婚した。
フレデリックとエリザベスは1902年8月26日に結婚した。当時、フレデリックは33歳、エリザベスは21歳であった。夫妻はニューヨークに移住し、ドイツ系の住人が主なブロンクス区のモーリセイニア地区にある集合住宅に住み始めた。エリザベスは家事を担当し、フレデリックは飲食店とホテルの支配人として働いた。夫妻の第1子のエリザベスは1904年4月30日に生まれた。
ドイツ人居住区に住んでいたにも関わらず、エリザベスはホームシックに罹った。一家はアメリカでの資産を売却し、1904年にカルシュタットに帰郷した。バイエルン当局はフレデリックが帝国陸軍の徴兵を逃れるためにドイツから移住したと疑っていたので、フレデリックはドイツに留まることができず、一家は1905年にアメリカに戻った。
その後、夫妻には第2子のフレッドが生まれ、一家はブロンクス区の177番通りの家で暮らし始めた。エリザベスが第3子のジョンを出産した後、一家はクイーンズ区に移住し、フレデリックはそこで不動産開発業を始めた。1918年、フレデリックは当時流行していたスペインかぜで亡くなり、31,359ドル（2023年時点の$635,228と同等）の不動産を遺した。
エリザベスはトランプ家の女家長とみなされていた。彼女は生涯に渡って息子のフレッドと密接な関係にあった。

## エリザベス・トランプ・アンド・サン
夫のフレデリックの死後、エリザベスは夫が始めた不動産業を継続した。彼女は夫から相続した空き地に土建業者に住宅を建てさせ、それらを売却し、その住宅ローンから収入を得た。彼女は3人の子どもたちに家業を継がせることを考えていた。当初、彼女は「E・トランプ」（英語: E. Trump.）という性別の分からない名前で事業を行っていた。1924年、彼女は広告目的で社名を「E・トランプ・アンド・サン」（英語: E. Trump & Son）に変更し、その後複数形の「サンズ」（英語: Sons,）に変更し、事業に長男のフレッドだけが参加することが明らかになった後に再び単数形に戻した。後のインタビューで、フレッドは建築家になることを常に夢見ていたこと、高校を卒業してわずか1年後の1924年に最初の住宅を建てたこと、母のエリザベスが事業に関わったのは「小切手にサイン」できる年齢だったからだけと語り、自身が事業を主導していたように見せる傾向があった。しかし、実際にはフレッドの方がゆっくりと事業を開始し、エリザベスの方が資産も含めて事業に貢献していた兆候がある。1927年に事業を正式に法人化したとき、フレッドは小切手にサインできる年齢になっていたが、「E・トランプ・アンド・サン」という社名はそのままだった。「それは誤った名称ではなかった」「彼女は事業に深く関わっていた」と伝記作家のウェイン・バレットは書いている。
エリザベスは生涯を通じて家業に関わり続けた。70代の頃、彼女は自社の保有するビルに設置されたコインランドリーから硬貨を集めていたと言われている。このコインランドリーでの硬貨収集は、一家の他の人々にも関連がある。ハリー・ハートはフレッドの妻のマリー・アン・マクラウド・トランプが「ロールス・ロイスを運転して夫の経営する集合住宅の間を行き来して、コインランドリーの洗濯機から硬貨を集めていた」という話を語り、2016年の大統領選挙運動中、エリザベスの孫のドナルド・トランプはスタテンアイランドで聴衆に対して、少年時代の夏を「恐らく5回」父の保有するビルにあるコインランドリーの洗濯機から硬貨を集めながら過ごしたと語った。